# بخش کویل (شهرستان پری، اوهایو)
بخش کویل (به انگلیسی: Coal Township) یک منطقهٔ مسکونی در ایالات متحده آمریکا است که در شهرستان پری، اوهایو واقع شده‌است.
 بخش کویل ۳۶٫۲ کیلومتر مربع مساحت و ۱٬۱۰۶ نفر جمعیت دارد و ۲۶۲ متر بالاتر از سطح دریا واقع شده‌است.